# Parallelia orodes
Parallelia orodes är en fjärilsart som beskrevs av Pieter Cramer 1779. Parallelia orodes ingår i släktet Parallelia och familjen nattflyn. Inga underarter finns listade i Catalogue of Life.

## Bildgalleri

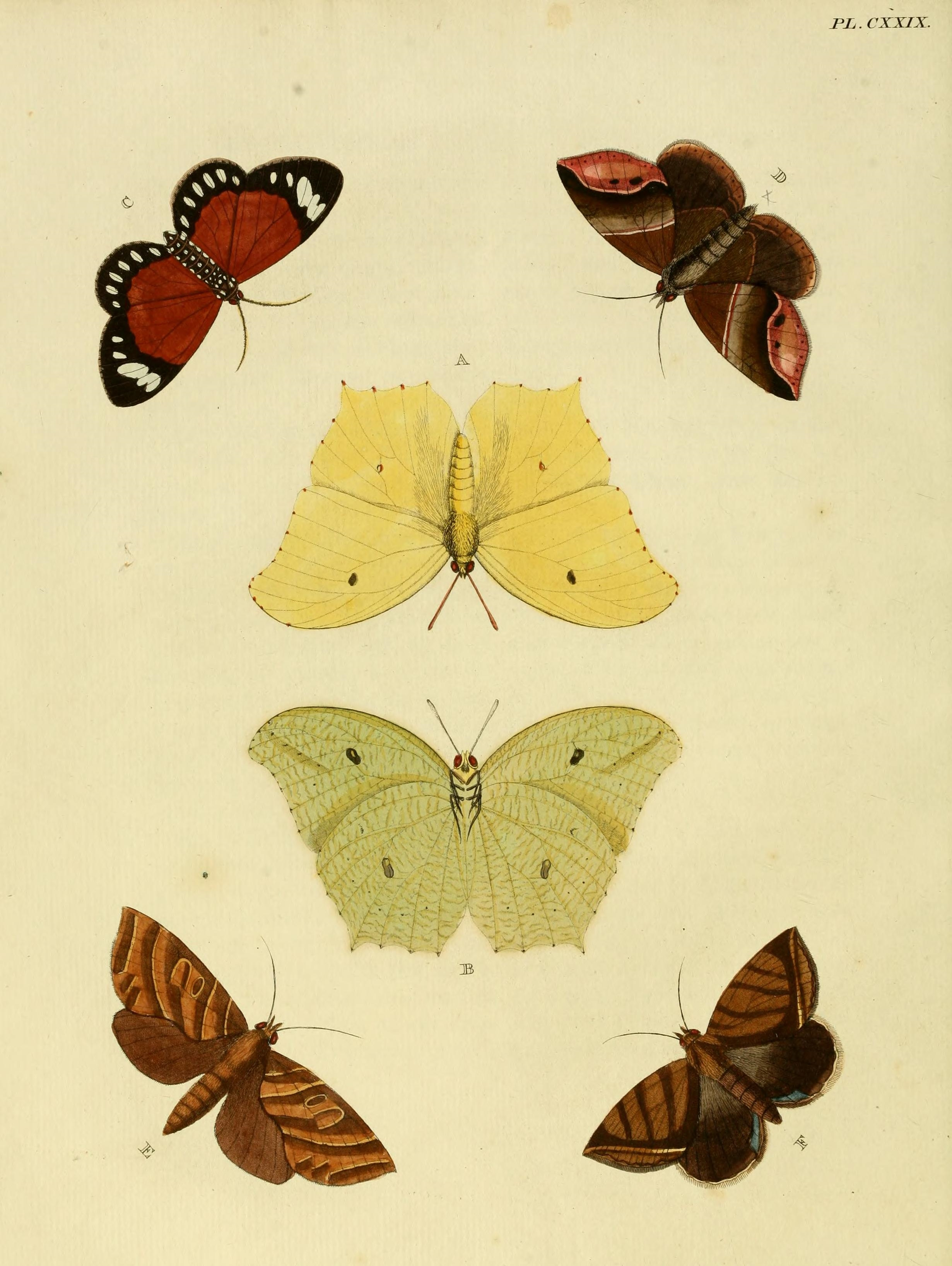